# Lindenfels (Adelsgeschlecht)

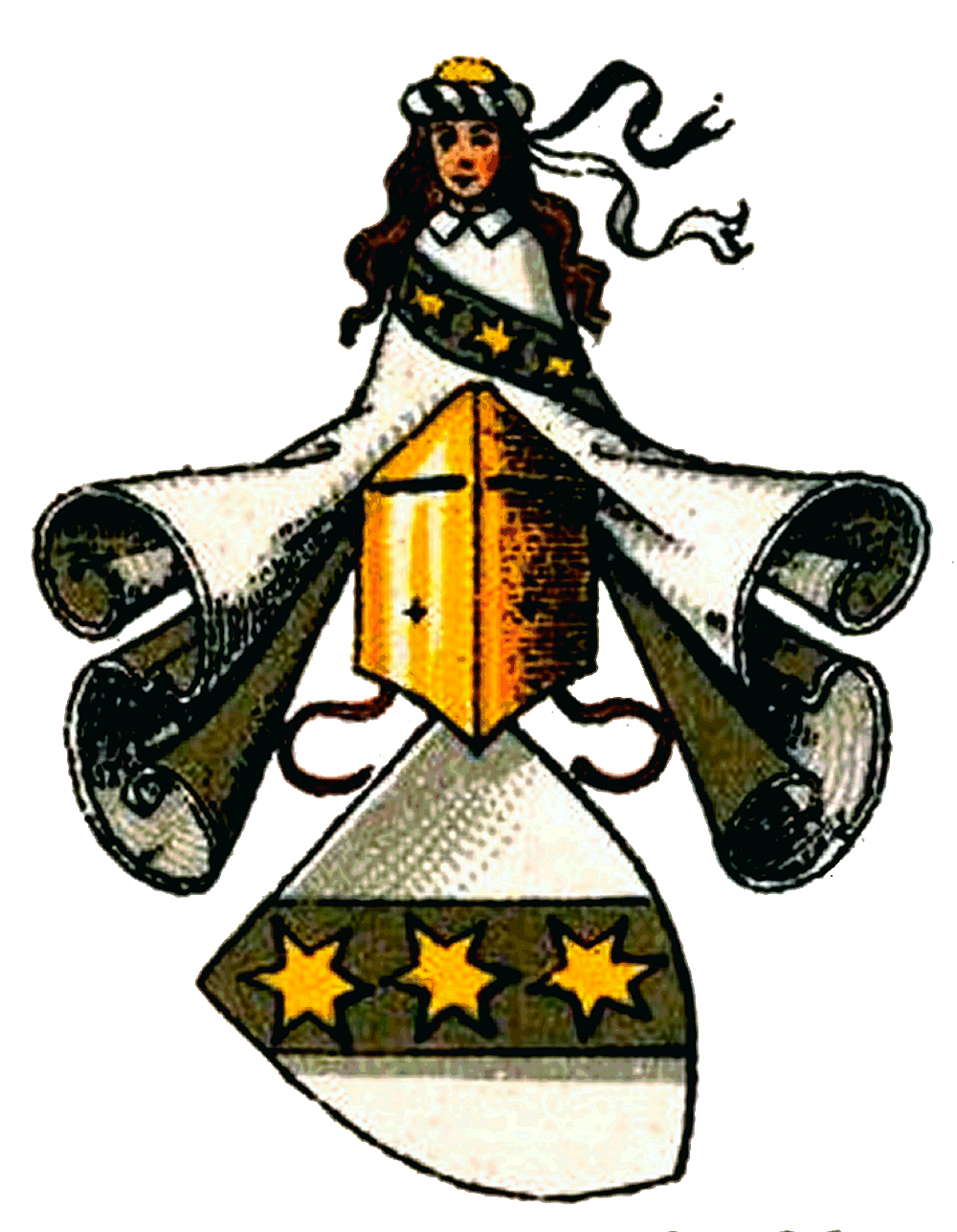
Wappen derer von Lindenfels

Die Familie von Lindenfels ist ein altes deutsches Adelsgeschlecht aus dem fränkischen und oberpfälzischen Raum.

## Der Name Lindenfels

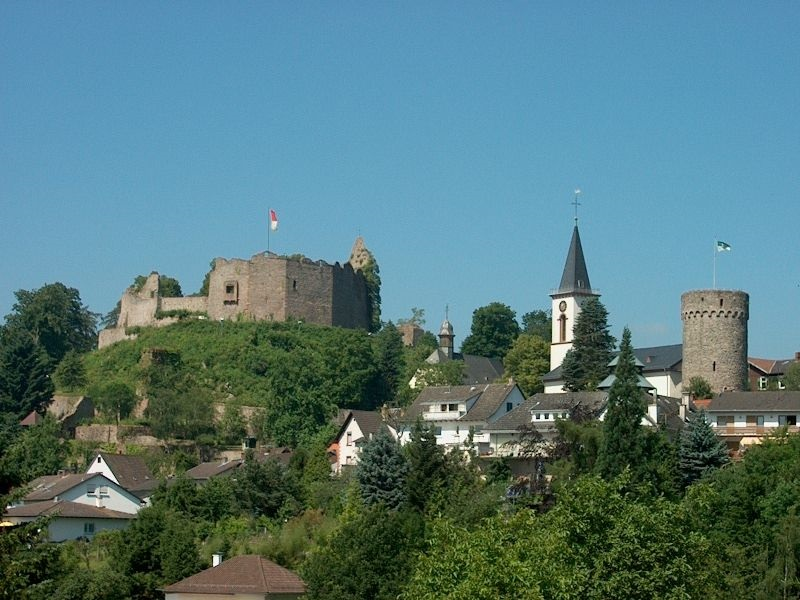
Burg Lindenfels, Odenwald

Die in Franken und in der Oberpfalz beheimateten Freiherrn von Lindenfels stammen von der im Odenwald im hessischen Landkreis Bergstraße gelegenen Burg Lindenfels, die der Lorscher Klostervogt Graf Berthold der Jüngere von Hohenberg im frühen 12. Jahrhundert zum Schutz des nahen Klosters Lorsch gegründet hatte. Als Erster wurde Graf „Bertolf von Lindenfels“ im Jahr 1088 urkundlich erwähnt. Die Familie gehört damit zum Uradel. Als Stammvater der Familie gilt der mit jenem Grafen Berthold dem Jüngeren verwandte Billung von Lindenfels, der 1157 als einer der vier edelfreien Stifter des Klosters Bronnbach bei Wertheim erschien. Es gibt weitere Sitze namens Lindenfels.

## Geschichte
Der 1531 geborene Philipp von Lindenfels, Sohn von Stephan II. von Lindenfels, Obervogt der Grafen von Zollern in Hechingen und Vogt in Rottenburg, gelangte wohl auf Vermittlung des Grafen Jos Niklas II. von Zollern als Pfleger der Grafen von Wolfstein auf das Schloss Obersulzbürg bei Neumarkt in der Oberpfalz. 1565 starb dort seine Frau Anna, geborene Gräfin von Zollern, und wurde in der Kirche zu Pyrbaum begraben. Schließlich wurde er kurpfälzischer Richter des säkularisierten Klosters Speinshart, wo 1598 seine zweite Gemahlin Maria, geb. Späth von Zwiefalten, starb. Er selbst starb am 27. Mai 1600 und wurde an ihrer Seite in der Klosterkirche zu Speinshart beigesetzt. Da aus seinen beiden Ehen keine Kinder hervorgegangen waren, hatte Philipp seinen Neffen Hans Kaspar II. von Lindenfels zum Erben eingesetzt und dessen Bruder Hans Walter den Älteren sowie die Töchter seines Bruders Hans Georg, Walburga und Marie, mit Legaten bedacht. Hans Kaspar II. war nach dem Tode seines Vaters Hans Kaspar I., Advokat am Reichskammergericht in Speyer, im Jahr 1573 gemeinsam mit seiner Mutter zum Onkel in die Oberpfalz gezogen. Bei der Eröffnung von Philipps Testament am 1. August 1600 wurde er als stellvertretender Klosterrichter in Speinshart bezeichnet. 1609 verehelichte er sich mit Martha Cordula von Künsberg, einer Tochter Ludwig Christophs von Künsberg zu Weidenberg. Er bewohnte das von seinem Onkel ererbte Schloss Nairitz. Dort starb er am 2. Januar 1634. Auf seinem Epitaph im Schloss Thumsenreuth heißt es:

„Anno Domini 1634, den 2. January, ist in Gott selig verschieden, der wohl Edel geborene und gestrenge Herr Hans Kaspar von Lindenfels uff Nairitz, des Namens der Andere, seines Alters 71 Jahre [und] etlich monat, welches der letzte dieses uralten Geschlechtes und Stammes, auch bereits über 50 Jahre alt gewesen, ehe er sich verehelicht an die wohl Edelgeborne vielehrn tugendreiche Jungfraven Mariam Cordulam von Künsberg aus dem Hause Weidenberg, ihres Alters bey 18 Jahren, mit welcher er erzeiget 5 Söhne und 3 Töchter…“

### Nairitz
Nairitz, das oberpfälzische Stammgut der Familie von Lindenfels, war ein Lehen der Landgrafen von Leuchtenberg. 1584/85 hatte es Philipp von Lindenfels von der Witwe Katharina von Künsberg erworben. Nach dem Tod Hans Kaspars II. fiel Nairitz zunächst an dessen ältesten Sohn Jobst Bernhard I., der 1640 von Georg Sigmund Hundt auf Thumsenreuth und dessen Brüdern die beiden Rittergüter in Windischenlaibach bei Speichersdorf erwarb.

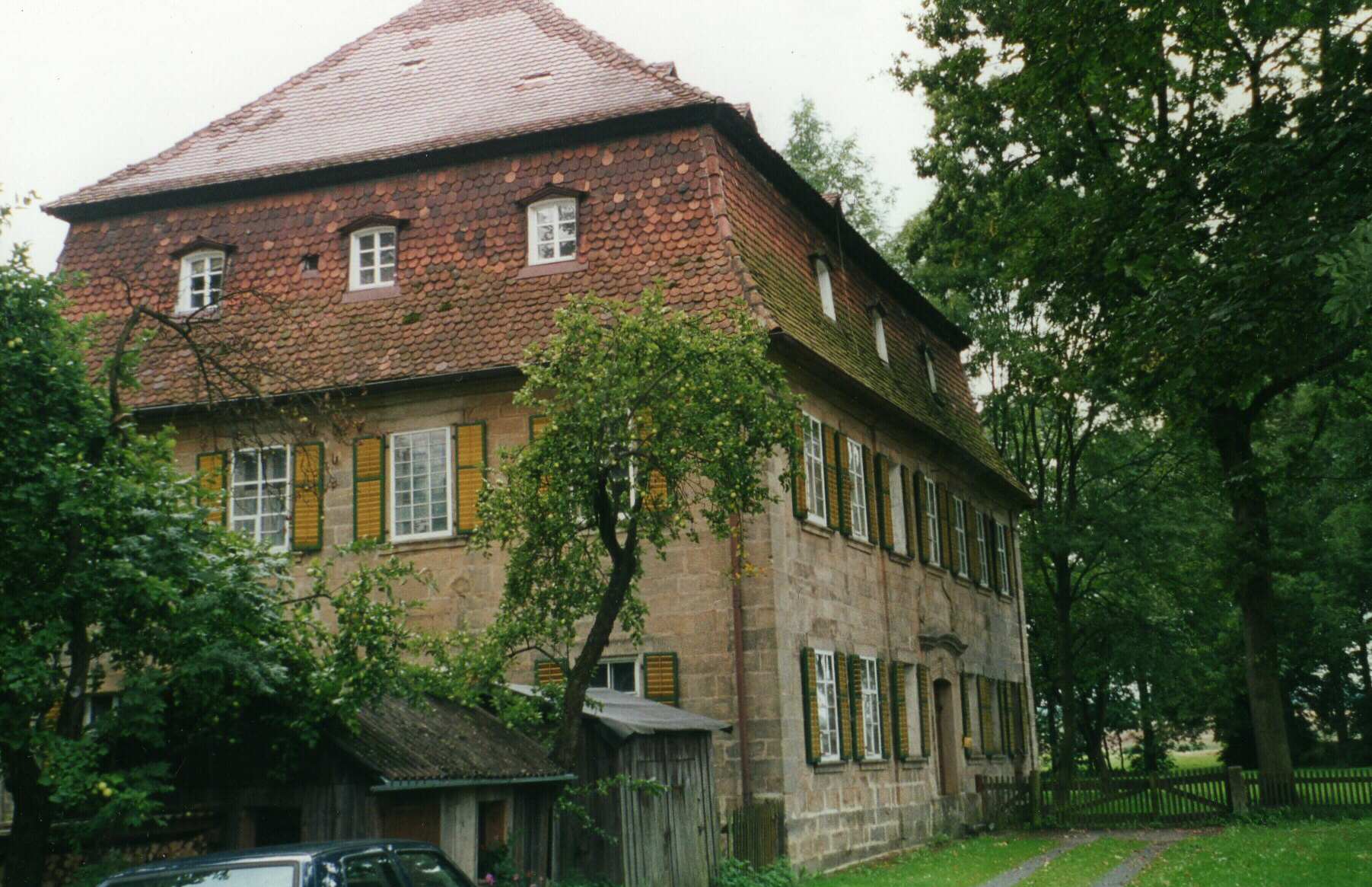
Schloss Guttenthau bei Speichersdorf

Zehn Jahre später vermehrte Jobst Bernhard I. von Lindenfels seinen Besitz, indem er Heinrich Senfft von Pilsach das benachbarte oberpfälzische Landsassengut Guttenthau abkaufte. 1643 hatte Jobst Bernhard I. die Nichte seiner Mutter Ursula Amalia von Künsberg geheiratet. 1659 verstarb der Bruder seiner Gemahlin, Johann Ludwig von Künsberg, ohne männliche Erben und Jobst Bernhard beabsichtigte den Erwerb des Unteren Schlosses in Weidenberg. Markgraf Georg Albrecht zu Brandenburg, der damit nicht einverstanden war, verhinderte den Kauf, worauf sich Jobst Bernhard I. auf seine Güter Windischenlaibach und Guttenthau zurückzog. Bereits 1658 hatte Jobst Bernhard I. zusammen mit seinen Brüdern Wolf Ernst auf Weidenberg und Hans Walter auf Nairitz und Höflas einen Familienvertrag geschlossen, mit dessen kaiserlicher Bestätigung 1664 auch die Zugehörigkeit der Familie zur Fränkischen Reichsritterschaft anerkannt wurde. 1661 erwarb Jobst Bernhard I. einen der späteren Hauptsitze seiner Familie, das Gut Thumsenreuth und zwar von Ernst Odowalsky von Streitberg. Nairitz hatte er bereits um 1650 seinem Bruder Hans Walter dem Jüngeren übergeben. Im Besitz von dessen Nachkommen blieb Nairitz bis 1743; am 29. Juli dieses Jahres starb mit Ludwig Christoph Adam die Nairitzer Linie der Familie von Lindenfels aus.

### Thumsenreuth

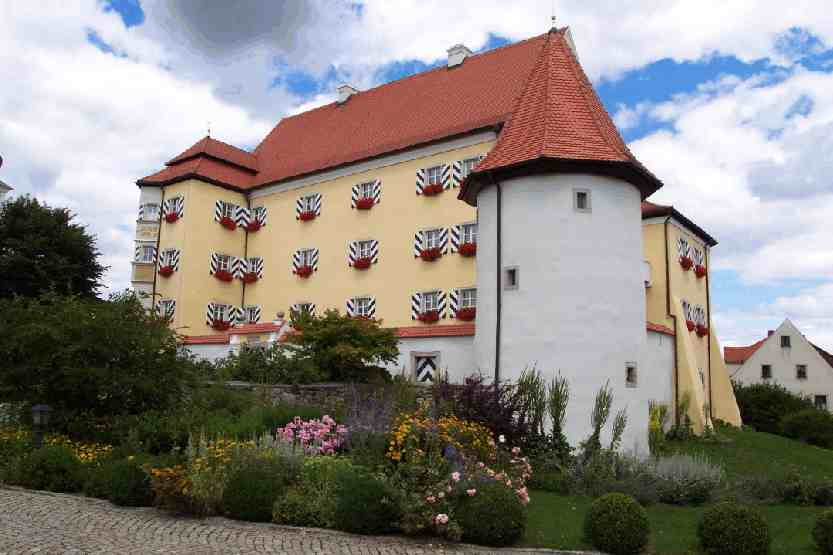
Schloss Thumsenreuth

Thumsenreuth kam 1661 aus dem Besitz des Ernst Odowalsky von Streitberg an Jobst Bernhard I. von Lindenfels. Nach dem Erwerb von Thumsenreuth ließ er das dortige Schloss renovieren, woran das am Hausportal angebrachte Ehewappen Lindenfels/Künsberg und die Jahreszahl 1662 erinnern. Nach Jobst Bernhards I. Tod im Jahr 1679 erhielt sein älterer Sohn Hans Achatz das Gut Thumsenreuth. Er veräußerte Guttenthau an Hans Christoph Erdmann von Sparneck. Mit den acht Kindern, die er mit seiner Frau Eva Maria von Trautenberg zeugte, wurde er zum Stammvater der noch heute blühenden Thumsenreuther Linie der Familie. Schloss Thumsenreuth wird noch von den Freiherren von Lindenfels bewohnt. Schloss Trautenberg (mit der Ruine der Burg Trautenberg) sind seit 1890 ebenfalls im Besitz der Familie.
Windischenlaibach war nach 1679 an Jobst Bernhard II. von Lindenfels gefallen; er verkaufte diesen Besitz 1691 an seinen Bruder Hans Achatz zu Thumsenreuth, der ihn zwei Jahre später an seinen Schwager Christoph Wilhelm Teuffel von Birkensee auf Pilgramsreuth weiterveräußerte.

### Erkersreuth

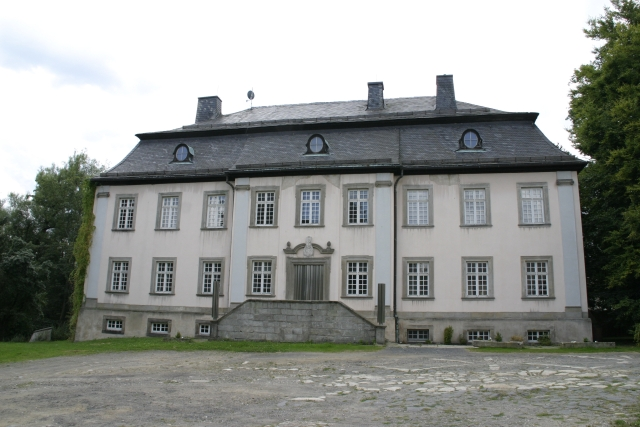
Schloss Erkersreuth

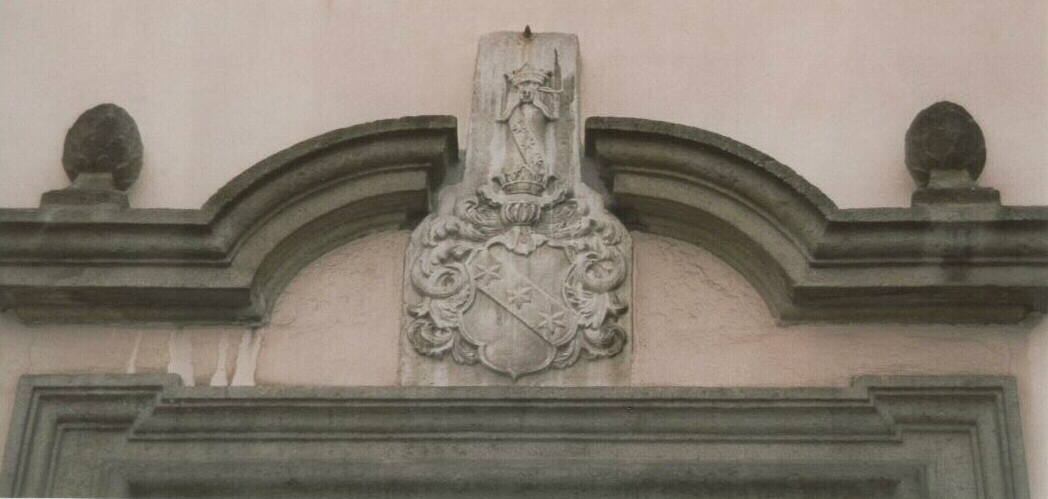
Lindenfels-Wappen über dem Eingangsportal in Erkersreuth

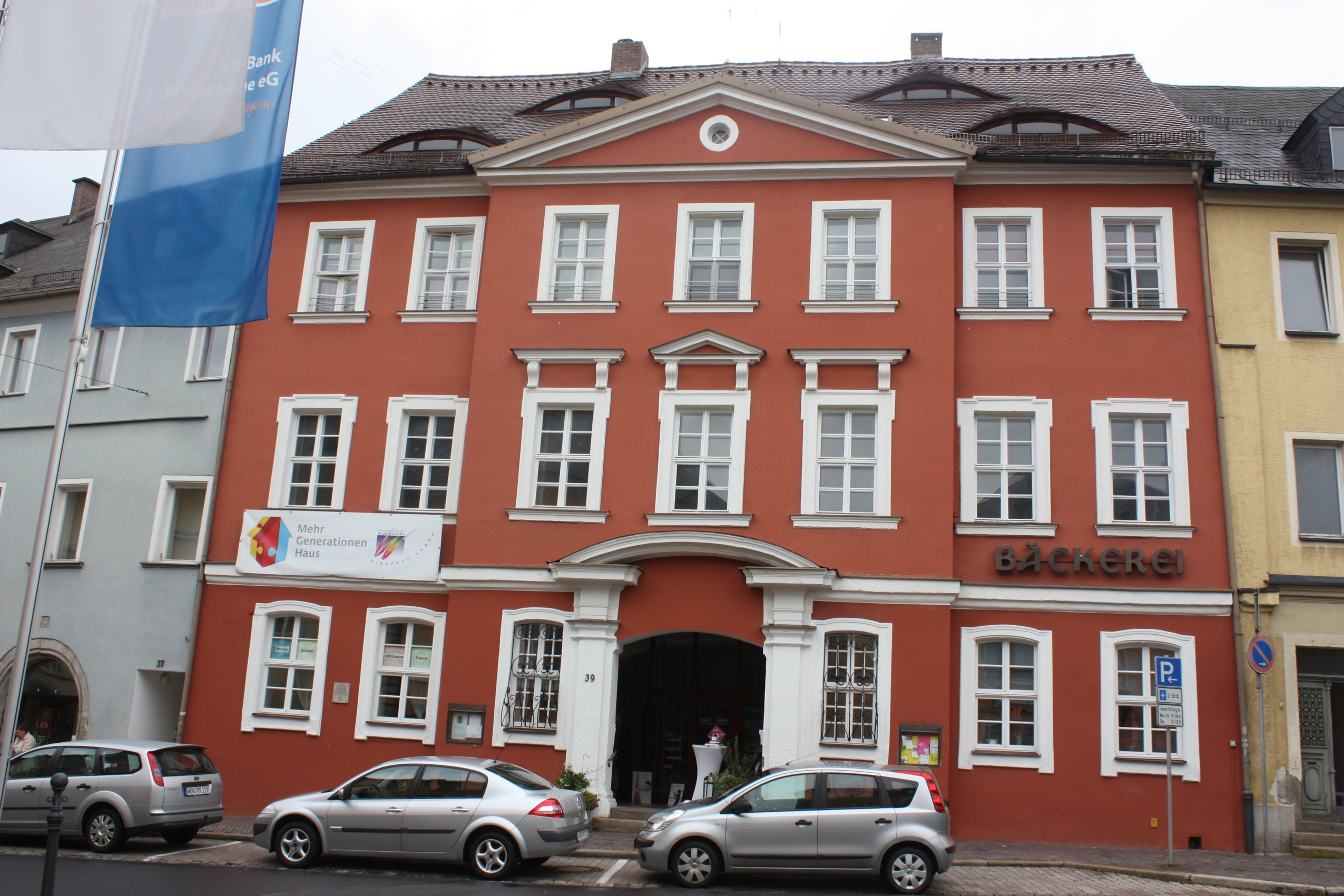
Lindenfels-Palais in Wunsiedel

Bernhards I. jüngerer Sohn, Jobst Bernhard II. von Lindenfels, war seit 1685 markgräflich-brandenburgischer Amtshauptmann in Wunsiedel (siehe auch Liste der Amtmänner des Sechsämterlandes). Nachdem er 1689 von Erdmann Friedrich Rab das Rittergut Schönwald erworben hatte, kaufte er 1696 von Markgraf Christian Ernst auch das benachbarte, fünf Jahre zuvor durch das Aussterben der Herren von Raitenbach heimgefallene Rittergut Erkersreuth bei Selb. Nach dem Tod Jobst Bernhards II. im Jahr 1704 fiel sein Besitz an seine fünf Söhne. Nach und nach brachte Johann Christian August von Lindenfels die Erbanteile seiner Brüder an sich. 1748 errichtete er das noch bestehende neue Schloss in Erkersreuth. Da er keine Nachkommen hatte, verkaufte Johann Christian August seinen Erkersreuther Besitz 1752 an seinen Neffen Ludwig Martin von Lindenfels zu Bug und Weißdorf. Im Besitz von dessen Nachkommen blieb Erkersreuth bis ins Jahr 1800. Seiner Schulden wegen musste es Adam Karl von Lindenfels an den Minister Theodor von Kretschmann verkaufen.
Schönwald war an Leo Bernhard von Lindenfels gefallen, der als Nachfolger seines Vaters die Stelle als Amtshauptmann in Wunsiedel bekleidete. 1711 veräußerte er das Rittergut Schönwald an den Hofer Oberumgeldeinnehmer und markgräflichen Rat Wolf Christoph Schmidt, vielleicht um sich mit dem Verkaufserlös in Wunsiedel ein repräsentatives Stadthaus bauen zu können. Das schräg gegenüber der Stadtkirche in der Wunsiedler Maximilianstraße gelegene Palais Lindenfels wird bereits unter den dort 1731 abgebrannten Gebäuden erwähnt; in seiner heutigen schmucken Spätbarockform entstand es um 1735. Leo Bernhard von Lindenfels war fast 40 Jahre lang als Amtshauptmann in Wunsiedel tätig. Er starb dort am 3. März 1742 und wurde in der Stadtkirche beerdigt. Die Erkersreuther Linie erlosch 1915 im Mannesstamm mit Ernst Arno Freiherr von Lindenfels auf Schloss Reislas.

### Weidenberg

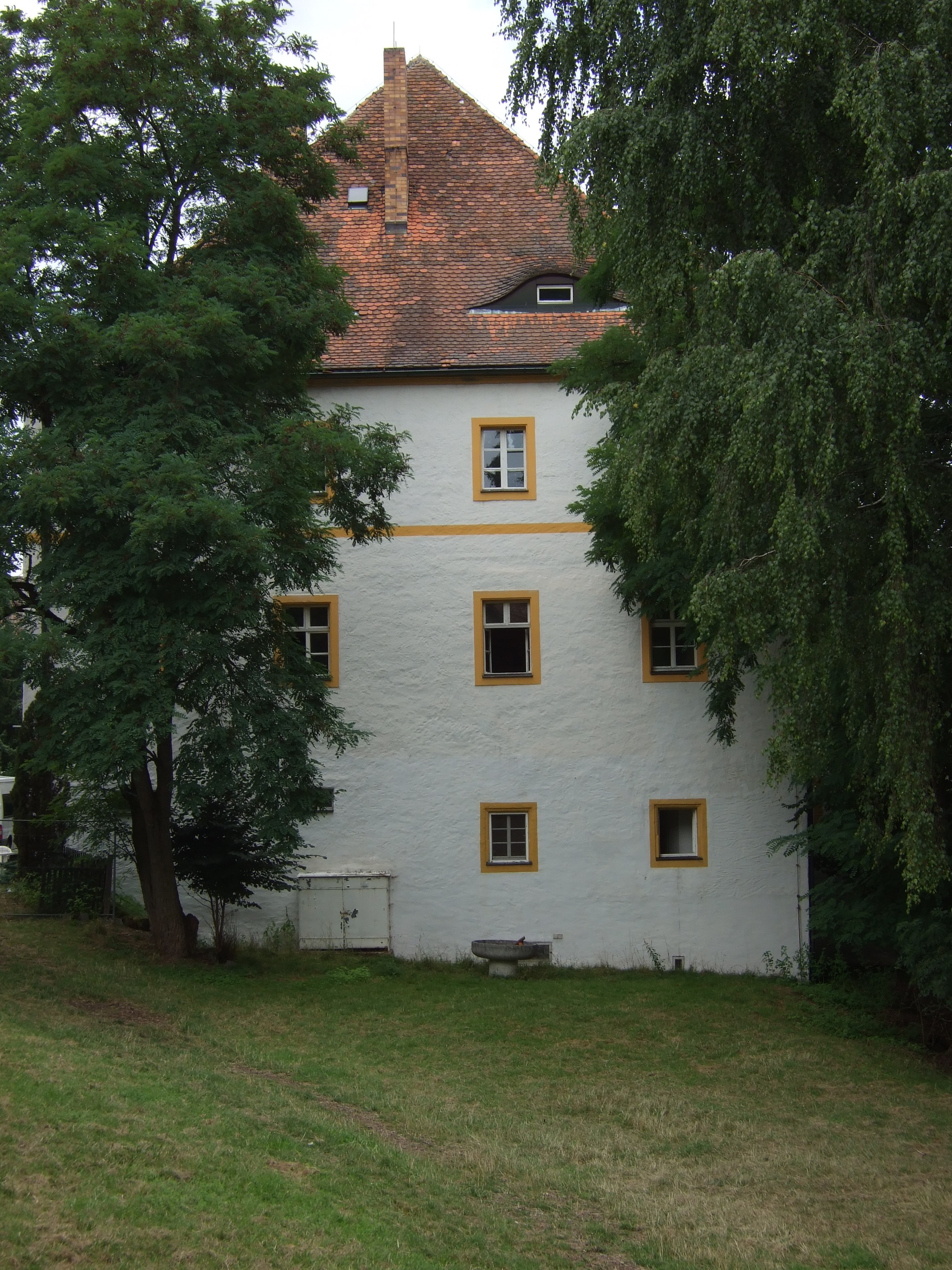
Oberes Schloss Weidenberg

Auf die mehrfache Verschwägerung der Familie von Lindenfels mit der Familie von Künsberg auf Weidenberg wurde bereits mehrfach hingewiesen. 1648 gelang es Wolf Ernst von Lindenfels, dem vierten Sohn Hans Caspars II., das Obere Schloss in Weidenberg von den Erben Jobst Bernhards von Künsberg zu erwerben. Er ließ das im Dreißigjährigen Krieg arg heruntergekommene Schloss „zu seinem Sitz ansehnlich aufführen und A. 1653 zu völligem Stande bringen“. Das Untere Schloss, an dem nach dem Tode Johann Ludwigs von Künsberg dessen Schwager Jobst Bernhard I. von Lindenfels Kaufinteresse gezeigt hatte, wurde in die Regie des Landesherren übernommen. Mit seiner Frau Ursula Amalia, geb. von Giech zu Buchau, zeugte Wolf Ernst insgesamt 20 Kinder. Das Obere Schloss in Weidenberg samt dem seit 1661 andauernden Streit mit den markgräflichen Verwaltern des Unteren Schlosses um die Gerichtsbarkeit vererbte er 1692 seinem Sohn Carl Urban, der damit zum Stammvater der bis 1884 blühenden Weidenberg-Reislaser Linie der Familie wurde. Der ständigen Querelen überdrüssig geworden, übergab Carl Urban die Gutsherrschaft 1720 seinem Sohn Carl Willibald. Dieser verkaufte das Obere Schloss 1745 an Markgraf Friedrich zu Brandenburg und zog sich auf das Rittergut Reislas zurück.

### Wolframshof
Carl Christian Ernst von Lindenfels, ein Bruder Carl Urbans, findet sich in den oberpfälzischen Landsassenregistern seit 1728 als Besitzer des Landsassengutes Wolframshof. Das vormals leuchtenbergische Lehen war vorher seit 1617 im Besitz der Familie von Lüschwitz gewesen. Die von Carl Christian Ernst begründete Wolframshofer Linie der Familie bestand bis 1982.

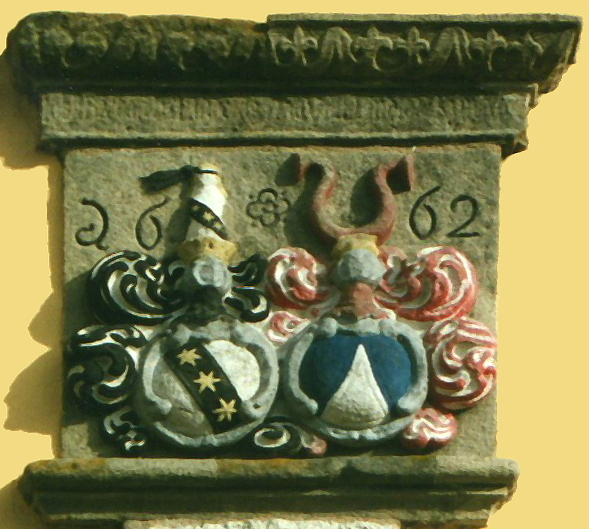
Wappen derer von Lindenfels und von Künsberg über dem Torrahmen von Schloss Thumsenreuth

## Wappen
Das Wappen derer von Lindenfels ist ein mit drei goldenen Sternen belegter Schrägbalken auf silbernem (auch blauem?) Grund. Die Helmzier zeigt einen gerüsteten Männerrumpf ohne Arme, der einen Gurt mit den drei Sternen und eine Kopfbedeckung in Gold trägt.
Die Gemeinde Speichersdorf erinnert in ihrem Wappen an die Familie, die vor Ort Besitzer der Hofmark und Inhaber der Niedergerichtsbarkeit waren. Ihr Sitz war dabei Schloss Guttenthau.

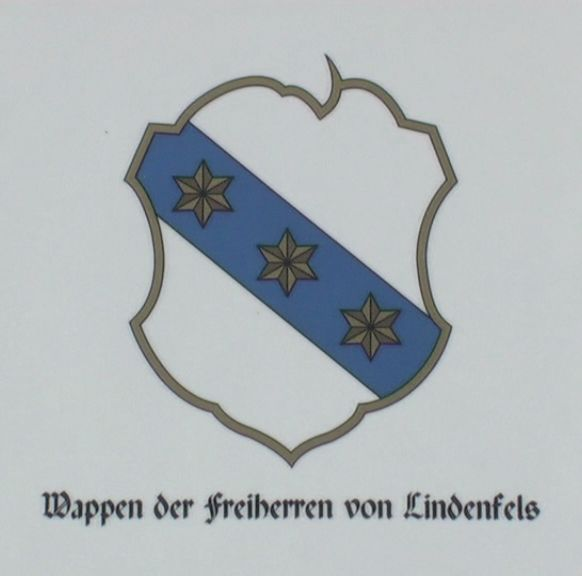
Wappen derer von Lindenfels (Porzellanrelief im Angerpark Erkersreuth)
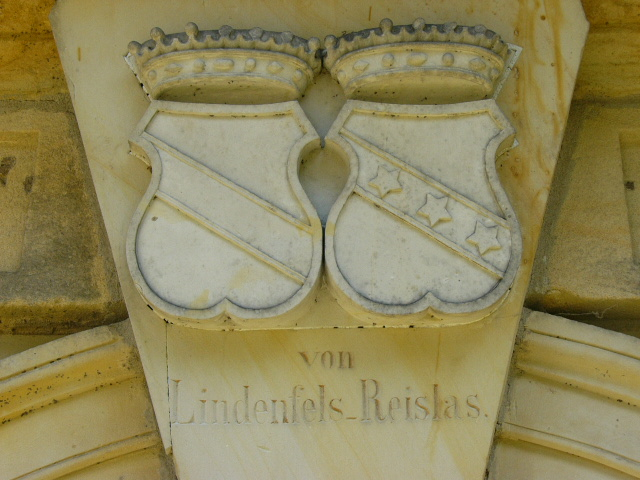
Wappen an der Familiengruft der Familie Lindenfels-Reislas auf dem Bayreuther Friedhof
Wappen der Gemeinde Speichersdorf
Wappen von Seybothenreuth
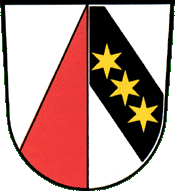
Wappen von Erkersreuth (Selb)
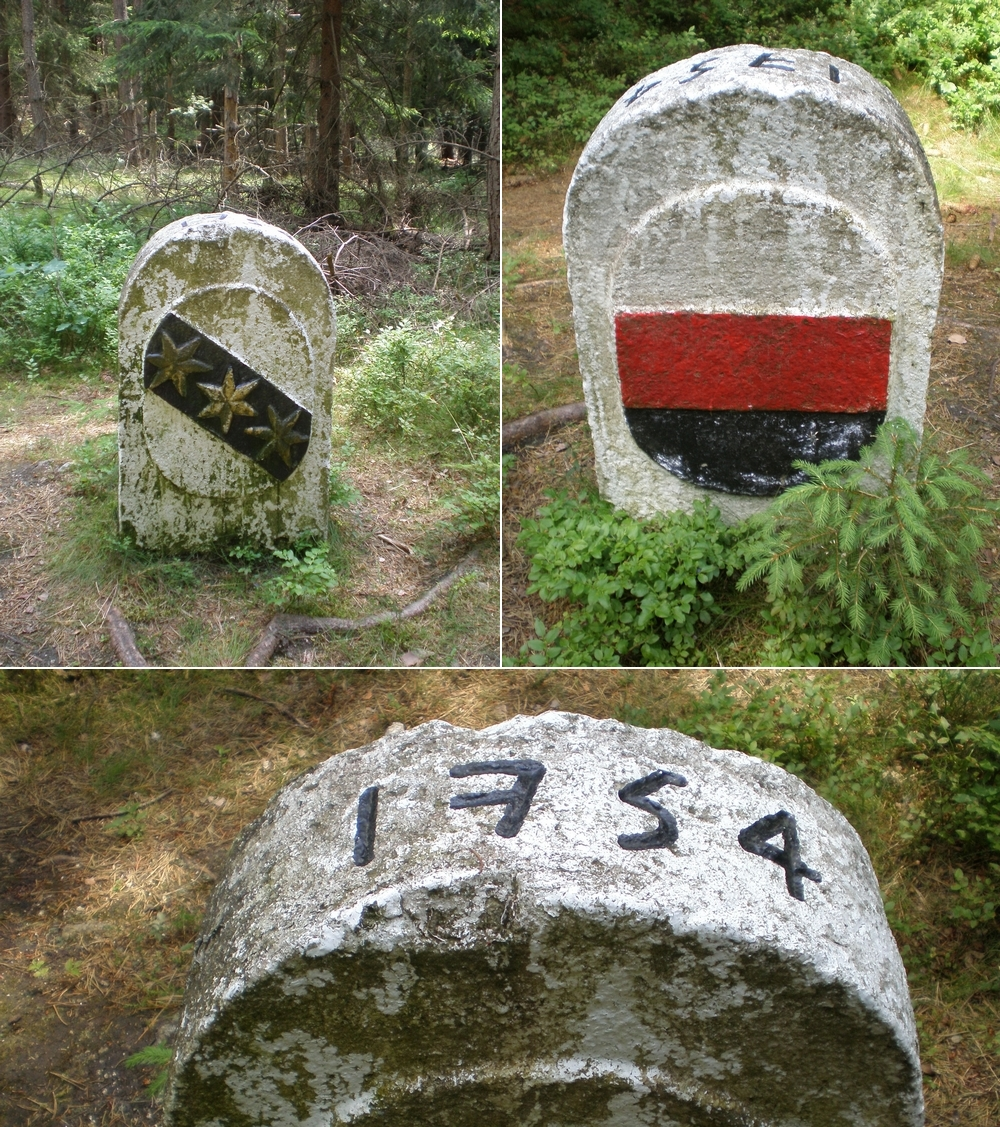
Grenzstein aus dem Jahr 1754 bei Nový Žďár – Neuenbrand (Sudetenland)